# ما (فیلم ۱۹۹۱)
«ما» (انگلیسی: Hum) فیلمی هندی است که در سال ۱۹۹۱ منتشر شد. از بازیگران این فیلم می‌توان به آمیتاب باچان، راجینیکانت و گوویندا اشاره نمود.

## بازیگران
- آمیتاب باچان
- راجینیکانت
- گوویندا
- قادر خان
- دنی دنزونگپا
- انوپم کهیر